# The Warrior
Pour plus de détails, voir Fiche technique et Distribution.
The Warrior est un film d'aventure dramatique réalisé et écrit par Asif Kapadia, sorti en 2001, en 2002 au Royaume-Uni et en 2003 en Belgique et en France. Le film a été projeté dans plusieurs festivals, tels que le Festival de Saint-Sébastien en 2001 ou encore le Festival du film britannique de Dinard, dans lesquels il a été récompensé à plusieurs reprises. 
Il met en scène Lafcadia, interprété par Irrfan Khan, un guerrier qui décide d'oublier la violence et de retourner dans son pays natal. Mais son Seigneur refuse qu'il l'abandonne ainsi et envoie ses hommes pour le tuer.
Tourné dans l'Himachal Pradesh et au Rajasthan, The Warrior est la cinquième réalisation d'Asif Kapadia, après Indian Tales (1994), The Waiting Room (1996), Wild West (1996) et The Sheep Thief (1997). De la même manière que The Sheep Thief, The Warrior a bénéficié de projections dans plusieurs festivals dans lesquels il a été récompensé. Malgré cette reconnaissance internationale, la réception critique et publique demeure plus nuancée.

## Synopsis
Dans une Inde féodale, l'État de Rajasthan est une région déserte qui est gouvernée par un Seigneur cruel et sadique qui, à l'aide de guerriers sous les ordres de Lafcadia, exerce un régime de terreur sur ceux qui s'opposent à son pouvoir. Lafcadia est récemment devenu veuf ; il a toutefois un enfant, Katiba. Un jour, Katiba se lie d'une profonde amitié avec une jeune fille, qui attache un rakhi à son poignet faisant de lui son frère, en retour, il lui donne son amulette. Quand le seigneur demande à Lafcadia de soumettre les villageois de Tarang à ses ordres, ces derniers préfèrent lui échapper. Après le raid que Lafcadia organise, ses guerriers violent et pillent les villageois ; mais quand Lafcadia aperçoit l'amulette de son fils sur une jeune fille, il lui sauve la vie. Il regrettera alors très profondément d'avoir ravagé le village, et renoncera à son statut pour chercher la paix dans le village de Kullu, dans l'Himalaya. Quand le Seigneur l'apprend, il demande aux guerriers de le pourchasser et de le tuer. Cependant, ils n'y parviennent pas. Aussi, pour satisfaire leur Seigneur, ils tuent un sosie de Lafcadia et amènent sa tête devant le Seigneur. Ils capturent également Katiba, à qui il est demandé d'identifier son père. Devant le Seigneur, il affirmera qu'il s'agit bien de la tête de son père. Alors, il est également tué. Dévasté et sans arme, Lafcadia est seul quand un voleur, Riaz, décide de le suivre. Incapable de le faire fuir, Lafcadia l'ignore. Au cours de leur périple, Riaz en viendra à lui demander si c'est lui qui a tué son père.

## Fiche technique
- Titre : The Warrior
- Réalisation : Asif Kapadia
- Scénario : Asif Kapadia et Tim Miller
- Production : Elinor Day, Bertrand Faivre, Hanno Huth et Paul Webster
- Sociétés de production : The Bureau et FilmFour
- Société de distribution : Miramax Films
- Musique : Dario Marianelli
- Photographie : Roman Osin
- Directeur artistique : Henry Harris
- Montage : Ewa J. Lind
- Décors : Adrian Smith
- Costumes : Louise Stjernsward
- Pays d'origine : Royaume-Uni
- Langue originale : Hindi
- Format : Couleurs - 2,35:1 - Dolby Digital - 35 mm
- Genre : Aventure, drame
- Durée : 86 minutes[1]
- Dates de sortie[2] :
  -  Espagne : 23 septembre 2001 (Festival international du film de Saint-Sébastien)
  -  Royaume-Uni : 15 février 2002
  -  Belgique et  France : 18 juin 2003
  -  États-Unis : 15 juillet 2005
- Lieux de tournage[3] : Himachal Pradesh et Rajasthan

## Distribution
- Irrfan Khan : Lafcadia
- Puru Chibber : Katiba
- Aino Annuddin : Biswas
- Manoj Mishra : Guerrier
- Nanhe Khan : Guerrier
- Chander Singh : Guerrier
- Hemant Maahaor : Guerrier
- Mandakini Goswami : Rabia
- Sunita Sharma : La fille
- Shaukat Baig : Employé
- Gori Shanker : Maître de Tarang
- Prabhuram : Blacksmith
- Wagaram : Fils de Blacksmith
- Ajai Rohilla : Chef d'équipe Quarrey
- Noor Mani : Riaz
- Sitaram Panchal : Propriétaire de Dhaba
- Chander Prakash Vyas : Employé de Dhaba
- Sanjal : Employé de Dhaba
- Anupam Shyam : Seigneur

## Autour du film

### Langue originale
Bien que produit par une société britannique, le film a été tourné en intégralité en Inde et en hindi.
En 2003, le film est annoncé en compétition à l'Oscar du meilleur film en langue étrangère, pour représenter le Royaume-Uni. Cependant, la langue originale du film a fait naître un long débat au sein de l'Académie sur l'admissibilité d'un film anglais dont les paroles sont en hindi. L'académie a déclaré qu'un film d'un certain pays devait principalement être dans l'un de ses langages officiels. C'est dans cette optique que le film a finalement été rejeté.

### Réalisation
Pour son film, Asif Kapadia souhaitait travailler aux côtés de Tim Miller sur le scénario depuis qu'il avait quitté le Royal College of Art. Miller y était directeur d'étude. Le réalisateur a ainsi déclaré : « nous partagions le même intérêt pour le réalisme teinté de magie […]. Nous avons découvert un vieux récit traditionnel japonais racontant l'histoire d'un jeune garçon dont le père, un guerrier, avait fui pour échapper à son seigneur ». C'est de cette manière que les deux hommes se sont lancés dans l'écriture de l'histoire de The Warrior.
Par ailleurs, pour le casting, le réalisateur a désiré trouver un véritable enfant des rues pour interpréter le rôle du personnage du voleur. Il a ainsi visité une école où des jeunes garçons livrés à eux-mêmes y sont accueillis. C'est là qu'il a repéré Noor Nani pour son rôle, alors qu'il ne parlait pas l'anglais. De la même manière, pour le rôle de la femme aveugle, il a souhaité engagé une véritable aveugle qu'il a rencontré dans une école de Bombay.
Le tournage eu alors lieu durant onze semaines, avec une équipe de plus de deux cent cinquante personnes d'origines diverses : britanniques, indiens, français ou encore canadien. Néanmoins, tout ne se déroula pas comme prévu. En effet, l'équipe entière fut victime d'une infection durant le tournage. Le réalisateur avouera : « déshydratation, insolations, malaria, piqûres de scorpions, morsures de chiens enragés… bref des choses assez communes dans cette partie du monde ».

### Réception publique
En France, le film est quasiment passé inaperçu puisqu'il n'a réalisé que 65 entrées lors de sa sortie. Aux États-Unis, il a réalisé une recette de 14 170 $ lors de son week-end d'ouverture où il était projeté dans quatre salles. À la fin de son exploitation, il aura réalisé 14,9 % des recettes mondiales, avec 50 257 $. De plus, le film a réalisé une recette de 40 304 $ en Norvège, une recette de 29 612 $ en Espagne et enfin une recette de 216 464 $ au Royaume-Uni. Au total, le film aura réalisé une recette mondiale de 336 637 $. Par ailleurs, le film est classé 311e film de l'année 2005.

### Réception critique
Brigitte Baudin (Le Figaroscope) : 

« C'est un voyage épique, une quête de rédemption, un suspense haletant dans des décors à couper le souffle. Superbe! »

Bernard Achour (TéléCinéObs) :

« Tour à tour fascinant et ennuyeux, le résultat déploie une magnificence visuelle où semblent planer les fantôme de Sergio Leone et de Kurosawa. »

Antoine Baeque (Libération) : 

« The Warrior est en effet une œuvre d'un académisme absolu : pas un costume, pas une expression, pas un plan qui n'ait été pensé sans qu'il ne vende un paysage, un personnage, une épopée […], ou un folklore d'Inde fantasmée. »

Stephane Delorme (Les Cahiers du cinéma) : 

« Les images de The Warrior ont davantage leur place dans un catalogue de voyage que dans une salle de cinéma. »

## Distinctions

### Récompenses
- 2001 : Meilleure photographie et Prix Douglas Hickox au British Independent Film Awards
- 2001 : Trophée Sutherland au Festival du film de Londres
- 2001 : Meilleure photographie au Festival de Saint-Sébastien
- 2001 : Golden Hitchcock au Festival du film britannique de Dinard
- 2003 : Alexander Korda Award et Carl Foreman Awards
- 2003 : Meilleur nouvel espoir au Evening Standard British Film Awards

### Nominations
- 2001 : Nommé au Prix du meilleur film indépendant et de la meilleure musique au British Independent Film Awards
- 2001 : Nommé au Golden Seashell au Festival de Saint-Sébastien
- 2001 : Nommé au Golden Frog au Camerimage
- 2002 : Nommé au Prix du cinéma européen de la découverte de l'année
- 2003 : Nommé au British Academy Film Award du meilleur film
- 2003 : Nommé au Prix du Cercle des critiques de film de Londres du meilleur nouvel espoir